# Бон-Жардин (Рио-де-Жанейро)
Бон-Жардин (порт. Bom Jardim) — муниципалитет в Бразилии, входит в штат Рио-де-Жанейро. Составная часть мезорегиона Центр штата Рио-де-Жанейро. Входит в экономико-статистический микрорегион Нова-Фрибургу. Население составляет 24 646 человек на 2007 год. Занимает площадь 384,981 км². Плотность населения — 64,0 чел./км².

## История
Город основан 5 марта 1893 года.

## Статистика
- Валовой внутренний продукт на 2005 год составляет 149 849 тысяч реалов (данные: Бразильский институт географии и статистики).
- Валовой внутренний продукт на душу населения на 2005 год составляет 6265,00 реалов (данные: Бразильский институт географии и статистики).
- Индекс развития человеческого потенциала на 2000 год составляет 0,733 (данные: Программа развития ООН).